# Anoplomerus globulicollis
Anoplomerus globulicollis är en skalbaggsart som beskrevs av Jean Baptiste Lucien Buquet 1860. Anoplomerus globulicollis ingår i släktet Anoplomerus och familjen långhorningar. Inga underarter finns listade i Catalogue of Life.